# 木村尚一
木村 尚一（きむら しょういち、1887年〈明治20年〉- 1972年〈昭和47年〉2月14日）は、日本の実業家・大蔵官僚。

## 経歴
1887年、和歌山県出身。1908年、明治大学法科卒業。高等文官試験行政科に合格し、大蔵省に入省。
大蔵省専売局参事、村井銀行理事、極東鉱業常務、中島工業監査役、大阪府理事、京都市電気局長等を歴任。
1934年、桜麦酒社長に就任。着任後1年足らずで経営を再建。1943年の大日本麦酒との合併に伴い、常務に就任。1948年の日本麦酒酒造組合設立時には副会長に就任。その他、日本工業倶楽部役員、日本青年連盟理事、サッポロビール監査役、文化放送理事などを務めた。晩年は漢詩に傾倒した。